# Nick Menza
Nick Menza (Múnich, 23 de julio de 1964-Los Ángeles, 21 de mayo de 2016) fue un músico estadounidense, conocido por formar parte de la banda de thrash metal Megadeth entre 1989 y 1998.
Hijo del compositor de jazz Don Menza, Nick aprendió música de su padre, directamente en la batería a la muy temprana edad de dos años. Sus influencias eran, sobre todo, del blues. Cuando se hizo mayor de edad empezó su carrera profesional en bandas locales y como baterista de Kelly Rhoads.
Moviéndose por los estilos blues, Funk, Rhythm & Blues, Heavy metal, llegó a Megadeth como técnico de Chuck Behler y, cuando este se fue, ocupó su sitio como batería del grupo, llegando a conformar la mejor época de la banda. En 1998 se va de la banda empezando otros proyectos en solitario.

## Biografía

### Megadeth
Nick Menza llegó a Megadeth como técnico de batería de Chuck Behler. Después de que este último fuera despedido de la banda a fines de 1988, Menza pasó a ser el baterista oficial de la banda. Con Megadeth grabó los discos Rust In Peace, Countdown To Extinction, Youthanasia, y Cryptic Writings, además de participar en un disco solista de Marty Friedman titulado Scenes. En 1998 durante la gira del disco Cryptic Writings surgieron problemas entre Dave Mustaine y Nick Menza, debido a que Dave Mustaine estaba en rehabilitación por abuso de drogas, quedando prohibido el uso de estas en la banda. Ante la sospecha de Mustaine que Menza consumía marihuana, decidió despedir al baterista y contrató a Jimmy DeGrasso, exbaterista de Suicidal Tendencies.

### Después de Megadeth
En 2002 grabó un disco solista titulado "Life After Deth" con la participación de los guitarristas Anthony Gallo y Ty Longley y el bajista Jason Levin. Tras participar en diversos proyectos, Nick Menza aceptó una oferta de Dave Mustaine para volver a Megadeth en 2004, pero unos meses después fue despedido nuevamente por no encontrarse en condiciones para una extensa gira mundial.
En 2006 se unió a la banda Orphaned To Hatred, y además ha grabado pistas de batería para la banda griega de Thrash/Speed metal Memorain.
Fue patrocinador de la marca de platillos Soultone donde tuvo sus propios platillos "custom" y también fue patrocinador en las baterías DC California.

### Fallecimiento
El 21 de mayo de 2016 durante un show, sufrió un paro cardíaco mientras actuaba con su nuevo grupo OHM en la sala de conciertos Baked Potato de Los Ángeles. Su representante comunicó que, tras ser trasladado al hospital, los médicos no pudieron hacer nada más que certificar su muerte.

## Discografía

### Megadeth
- Rust in Peace (1990)
- Countdown To Extinction (1992)
- Youthanasia (1994)
- Hidden Treasures (EP) (1995)
- Cryptic Writings (1997)
- Cryptic Sounds - No Voices in Your Head (EP) (1998)

### Solista
- Life After Deth (2002)